# Álftaversgígar
Les Álftaversgígar, toponyme islandais signifiant littéralement en français « les cratères d'Álftaver », sont un ensemble de pseudo-cratères d'Islande situés dans le Sud du pays, à l'est du Mýrdalssandur, entre les rives des rivières Kúðafljót à l'est et Blautakvísl à l'ouest.
Situés au bord de la route 1 non loin de la localité de Þykkvabæjarklaustur, ils constituent un monument naturel inclus dans le géoparc du Katla.